# Bob Pridden
Bob Pridden (* 1946 Ickenham, Londýn) je britský zvukový inženýr známý svou dlouholetou prací jako zvukový inženýr pro The Who. Také pracoval se spoustou jiných hudebníků a se členy The Who na jejich sólových projektech.

## Životopis
Bob Pridden se narodil v roce 1946 v Ickenhamu v Londýně. Pete Townshend z The Who je kmotrem jeho syna Benedicta.
Pridden vyrostl jen pár mil od londýnské čtvrti, kde žili Pete Townshend, Roger Daltrey a John Entwistle. V prosinci 1966 se stal bedňákem The Who a v roce 1969 povýšil na zvukového inženýra.

## Kariéra
Pridden pracoval na pódiu i ve studiu kromě The Who i s mnoha dalšími významnými rockovými umělci. Je mu připisována zásluha na několika albech The Who včetně Live at Leeds a v roce 1973 produkoval Eric Clapton's Rainbow Concert.
Při živém hraní mnoha písní The Who, zvláště z alb Who's Next a Quadrophenia, se musejí používat předem nahrané stopy. Pridden jednou prohlásil: "Nevěřím přístrojům. Moje srdce tluče pokaždé předtím, než zmáčknu knoflík, doufajíc, že to bude fungovat."